# Governador General del Canadà
El Governador General del Canadà (en anglès: Governor General of Canada; en francès: Gouverneur(e) générale du Canada), és el representant virregnal en la jurisdicció federal del monarca del Canadà i cap d'Estat Carles III, monarca que el Canadà comparteix amb les altres quinze nacions sobiranes del Reialme del Commonwealth, en una forma d'unió personal. Sota el consell només del primer ministre del Canadà, la reina designa el governador general per a portar a terme la major part de les obligacions constitucionals i cerimonials del monarca per un període no específic de temps, tot i que convencionalment és un període de cinc anys i s'hi solen designar alternativament un d'anglòfon i un de francòfon. Tan bon punt ha estat designat, el governador general manté un contacte directe amb la Reina.
El càrrec té les seves arrels en els governadors colonials de la Nova França i la Nord-amèrica Britànica, i per tant, una de les institucions amb més continuïtat del Canadà. El primer governador general segons les característiques actuals sorgí amb la Confederació Canadenca i l'Acta de la Nord-amèrica Britànica el 1867, la qual definí el càrrec com el "Governador general que treballa per i amb el Consell del Consell Privat de la Reina pel Canadà. Tanmateix, el càrrec representava el govern del Regne Unit en última instància, és a dir, el monarca en el Consell Britànic, fins a l'aprovació de l'Estatut de Westminster de 1931, data a partir de la qual el governador general es convertí en el representant directe de l'únic sobirà canadenc (el monarca en el seu Consell Canadenc). Això fou la culminació d'un procés gradual d'independència que feu que el governador general tingués un paper més extens: el 1904, l'Acta de Milícia l'atorgà el títol de Comandant en Cap de les Forces Canadenques, en nom del sobirà i veritable Comandant en Cap, i en 1927 es realitzà la primera visita internacional oficial d'un governador general. El 1949 el rei Jordi VI del Regne Unit publicà cartes patent permetent al virrei exercir gairebé totes les facultats del monarca en el seu lloc. Segons l'Acta de la Constitució de 1982, qualsevol esmena constitucional que afecta la Corona, incloent-hi el càrrec del governador general, requereix el consentiment unànime de cadascun dels parlaments provincials així com del parlament federal.